# Trofeo Laigueglia 1966
Il Trofeo Laigueglia 1966, terza edizione della corsa, si svolse il 20 febbraio 1966, su un percorso di 159 km. La vittoria fu appannaggio dell'italiano Antonio Bailetti, che completò il percorso in 4h17'00", precedendo i connazionali Flaviano Vicentini e Graziano Battistini. 
I corridori che presero il via da Laigueglia furono 88, mentre coloro che portarono a termine il percorso sul medesimo traguardo furono 65.

## Ordine d'arrivo (Top 10)
| Pos. | Corridore           | Squadra           | Tempo    |
| ---- | ------------------- | ----------------- | -------- |
| 1    | Antonio Bailetti    | Bianchi-Mobylette | 4h17'00" |
| 2    | Flaviano Vicentini  | Legnano-Pirelli   | s.t.     |
| 3    | Graziano Battistini | Vittadello        | s.t.     |
| 4    | Adriano Passuello   | Legnano-Pirelli   | s.t.     |
| 5    | Guido De Rosso      | Molteni           | s.t.     |
| 6    | Battista Monti      | Salvarani         | s.t.     |
| 7    | Pasquale Fabbri     | Filotex           | s.t.     |
| 8    | Luciano Sambi       | Legnano-Pirelli   | s.t.     |
| 9    | Mario Drago         | -                 | a 4'20"  |
| 10   | Emilio Casalini     | Legnano-Pirelli   | a 6'12"  |